# Лапшин (Львовская область)
Лапшин (укр. Лапшин) — село в Ходоровской городской общине Стрыйского района Львовской области Украины.
Население по переписи 2001 года составляло 99 человек. Занимает площадь 0,52 км². Почтовый индекс — 81772. Телефонный код — 3239.